# Kazimierz Kozub
Kazimierz Kozub (ur. 6 lutego 1935 w Bolęcinie, zm. 30 czerwca 2014) – polski polityk, poseł na Sejm PRL IX kadencji.

## Życiorys
Posiadał tytuł zawodowy magistra dziennikarstwa uzyskany w 1957 na Uniwersytecie Warszawskim. W tym samym roku wstąpił do Zjednoczonego Stronnictwa Ludowego i został instruktorem Komitetu Warszawskiego tej partii. W następnym roku podjął pracę jako dziennikarz w redakcji „Zielonego Sztandaru”. Od 1967 do 1972 był zastępcą redaktora naczelnego „Tygodnika Kulturalnego”. W latach 1971–1975 zasiadał w prezydium Głównej Komisji Rewizyjnej ZSL. Do 1983 był zastępcą redaktora naczelnego oraz redaktorem naczelnym „Dziennika Ludowego”. W 1983 został wybrany na wiceprzewodniczącego Zarządu Głównego Towarzystwa Przyjaźni Polsko-Radzieckiej. 23 kwietnia tego samego roku został także sekretarzem Naczelnego Komitetu ZSL (funkcję tę, zasiadając w prezydium NK ZSL, pełnił do 24 marca 1988). W 1985 uzyskał mandat posła na Sejm PRL IX kadencji w okręgu Sosnowiec. Zasiadał w Komisji Kultury oraz w Komisji Nadzwyczajnej do rozpatrzenia projektu ustawy o zmianie Konstytucji Polskiej Rzeczypospolitej Ludowej. W latach 1986–1989 był członkiem Ogólnopolskiego Komitetu Grunwaldzkiego.
Pochowany na Cmentarzu Komunalnym Południowym.

## Odznaczenia
- Krzyż Oficerski Orderu Odrodzenia Polski
- Krzyż Kawalerski Orderu Odrodzenia Polski
- Złoty Krzyż Zasługi
- Odznaka „Zasłużony Działacz Kultury” (1967)[3]